# 페론주의

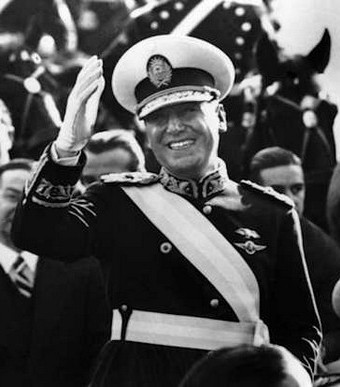
후안 페론

페론주의(스페인어: Peronismo 페로니스모[*]) 또는 페로니즘(영어: Peronism)은 아르헨티나의 정치 운동으로, 후안 페론 전 대통령과 영부인 에바 페론의 정치 활동이 그 출발점이다. 페론의 당이었던 아르헨티나 정의당(Partido Justicialista)에서 따온 정의주의(스페인어: Justicialismo 후스티시알리스모[*])라는 표현도 쓰인다.
페론주의를 현대 포퓰리즘의 원조로 보는 시각이 있다. 하지만, 페론주의가 정확히 무엇인지 정의내리는 일은 쉽지 않으며, 이에 대한 평가도 다양하다.
일각에서는 페론이 무솔리니를 동경했던 것을 들어, 페론주의를 파시즘의 일종이라고 주장한다. 다른 한편으로 페론주의는 프랑스의 드골주의와 비교되기도 한다. 페론 본인이 20년 가까이 스페인에 망명했던 점 역시 중요한 점이다.
스페인에서 돌아온 후 다시 권좌에 오른 페론은 좌익에서부터 일반 대중들까지 다양한 계층의 지지를 받았다.
페론주의의 몇몇 특징은 다음과 같이 요약될 수 있다.
- 큰정부와 포퓰리즘

- 강하게 중앙집중화된 정부와 독재적인 성향
- 외세의 영향으로부터의 자유로움
- 시장경제, 계획경제가 아닌 다른 방식의 경제 발전 추구
- 민족주의와 국가주의의 통합

## 내용
1946년 노동자의 지지를 받아 집권한 페론은 친노동 정책을 펼쳐 인기를 누렸다. 당시 아르헨티나는 산업화의 물결 속에서 수많은 사람들이 도시로 몰려들었다. 돈도 없고, 일자리도 없는 가난한 사람들은 하루하루 생계가 걱정인 상태였다. 페론 정부는 개혁이라는 미명 아래 저소득계층의 임금을 올려주고 복지를 늘리는 등 각종 물량공세를 폈다. 또 언론 보도의 자유를 통제하고 외국산업의 배제와 산업의 국유화를 단행했다. 부패 청산을 위한 개혁조치들이 취해지고 노동단체에는 전례가 없는 각종 혜택들이 주어졌다. 페론 집권 후 연간 20% 이상의 임금인상, 복지 확대를 위한 지나친 재정지출 확대가 연이어져 페론 지지층으로 노동자들은 확고하게 자리매김한다.
페론은 경제 자립을 하기 위해, 외국인 소유의 철도·전화 회사들을 국유화하고, 1947년 7월에는「경제독립」을 선언하면서 모든 외채를 청산했다. 페론이 노동자들의 지위를 강화시키는 노동입법을 추진한 것도 그 이면에는 노동자 계급의 소득 향상을 통해 내수를 진작시켜 아직 미약한 수준의 국내 공업 발전을 꾀하기 위한 것이었다. 페론이 집권 초기에 이렇듯 승승장구할 수 있었던 주요한 원인은 제2차 세계대전 이후 세계 식량 수요 증가로 농축산물의 수출이 늘어나면서 벌어들인 외화 덕분이었다.
1948년에 이르자 페론은 자신의 정치 이념을 「정의주의(Justicialismo)」라고 포장하면서 대통령의 권한을 강화하기 시작했다. 헌법을 개정하여 대통령 직선제를 도입하고 임기를 6년으로 연장하였으며 반대 세력에게는 유·무형의 압력을 가했다. 1955년 이혼을 가능하게 하는 법안을 추진한 페론에 등을 돌린 가톨릭교회와 군부는 쿠데타를 일으켜 페론을 축출했다.

### 페론 제1기
후안 페론은 제2차 세계대전이라는 좋은 기회를 활용해서 아르헨티나의 경제 자립을 이루어야 겠다고 생각했다. 페론은 자신이 자본주의도 공산주의도 아닌 제3의 길을 걷는다고 믿었다. 페론은 1946년 집권하자마자 아르헨티나 중앙은행을 국유화하고, 아르헨티나 중앙은행이 영국 은행에 지고 있는 외채 약 10억 달러를 상환했다. 또한 영국과 프랑스 회사가 소유하고 있던 철도 사업 등 주요 산업을 국유화했다.
페론의 제1기 집권 기간 중 가장 중요한 정책은 수출용 곡물을 독점적으로 구매하는 회사인 IAPI를 설립한 것이다. IAPI은 1946년과 1947년 국제적인 곡물 수요 증가와 가격 상승으로 혜택을 입었다. 이는 사회를 개혁하고 공공사업에 투자할 재정을 마련하도록 기여했으며, 특히 4000개가 넘는 병원과 8000개가 넘는 학교가 설립됐다. IAPI가 제공하는 대출 프로그램이 활성화되어, 1946년-1948년 동안 아르헨티나 경제는 약 25% 성장했다. 대출 프로그램은 메뚜기떼로 인해 발생한 국가적 문제를 해결하고, 저개발된 북부 지역의 열대병을 근절하도록 했다. 1940년대 후반부터 국제 곡물가격이 하락하자, IAPI는 곡물가 하락에 따른 부담을 농업 부문에 떠넘겼다. 이러한 조치는 농업 부문의 생산, 수출, 사업가 정신을 저해하는 결과를 초래했다. 더구나, 미국의 해리 트루먼 대통령은 페론을 파시스트로 간주하고, 폭발적으로 성장하고 있는 유럽 시장에 아르헨티나 곡물을 수입하지 못하도록 정치적 압력을 넣었다. 농업부문의 생산성 저해와 미국의 금수조치로 인해, 1949-1952년 무역적자를 기록했으며 스태그플레이션 현상이 일어났다.
경제 불황은 제2기 집권을 맞는 페론이 에비타의 영향에서 벗어나고, 친기업 정책을 채택하도록 영향을 미쳤다. 그의 새 경제 정책은 노동자의 임금을 보장하면서, 동시에 수출을 촉진하고 석유와 자동차 산업에서 외국의 투자를 유치하는 것이었다. 비록 페론이 가톨릭 교회와의 갈등으로 1955년 군부 쿠데타로 축출됐지만, 1970년대까지 아르헨티나 경제가 나아갈 방향에 대한 청사진을 제시했다. 1944년부터 1970년대 초까지, 아르헨티나는 인플레이션에 시달렸으며, 산업화를 달성하지는 못했지만, 경제규모는 약 5배가 증가했다. 경제성장에 따른 분배 역시 잘 이루어져 아르헨티나 사회에 긍정적인 변화를 일으켰다. 라틴아메리카 지역에서 임금 수준이 가장 높고 잘 조직된 노동자 계급과 두터운 중산층이(1960년까지 40%로 상승) 형성됐다.

### 페론 제2기
1973년 10월 후안 페론은 약 20년 동안의 망명 생활을 접고 귀국해 재집권에 성공했다. 1973년 석유 파동은 아르헨티나의 재정 균형에 악영향을 미쳤다. 1974년 석유 수입액은 6천만 달러에서 6억 달러로 상승했다. 페론 제2기 정부의 실세인 호세 로페스 레가는 극좌를 말살하기 위해 국가폭력을 휘둘렀다. 석유 파동으로 발생한 경제 위기는 좌우익간 극심한 갈등과 정치혼란으로 말이암아 극복되지 못했다. 페론은 1974년 7월 사망했으며, 부통령이던 이사벨 데 페론이 대통령직을 승계했다. 호세 로페스 레가는 이사벨 데 페론 정부의 수상 겸 사회복지부 장관으로 활동하면서, 보수적인 재정정책을 실행했다. 1975년 그의 부하 셀레스티노 로드리고(Celestino Rodrigo) 경제부 장관은 물가상승 제한 정책을 폐지하고 페소화 가치를 50% 평가절하했다. 이러한 정책은 경제혼란·초인플레이션을 유발했다.

외환보유고는 73년 11.5억 달러와 74년 11.4억 달러에서 75년 2.9억 달러로 급감하였고, 76년에는 14.5억 달러로 잠시 회복되기도 했다. 성장률은 73년 5.5%와 74년 6.6% 등을 기록하다가, 75년 -1.3%와 76년 -3.9% 등을 기록하면서 경기가 극심하게 침체되었다. 반면에, 소비자물가상승률도 급등했는데 마침 터진 석유파동이 불에 기름을 부어 1973년 61.2%로 급등했다. 물가상승률은 73년 61.2%, 74년 23.5%, 75년 182.9%, 76년 444.0% 등을 기록하면서 본격적인 초인플레이션 현상을 보이기 시작했다.

## 평가
아르헨티나를 소재로 한 여러 연구들은 하나같이 유사한 질문을 담고 있다. 그것은 "왜 경제 강국은 추락했는가?" 그 논란의 중심에는 페론주의가 있는데, 페론주의로 시작된 포퓰리즘을 원인으로 지목하며 아르헨티나를 포퓰리즘 실패의 사례로 인용되기도 하고, 반면 아르헨티나 경제 위기는 패론주의와 관련이 없으며 독재 정권의 실책이라는 주장도 존재한다.

### 긍정적인 평가
아르헨티나에는 페론 집권 시기의 경제 발전과 산업화를 재조명하고 경제 업적을 재평가하는 의견도 있다고 한다. 부에노스아이레스 대학의 마리오 라포포르트 교수는 페론집권 시기를 성공적으로 평가한다. 1949년부터 1976년까지 아르헨티나의 국민총생산은 127%의 성장을 기록했고, 개인소득은 232%가 증가했다. 페론은 가장 많은 산업투자를 단행했고, 아르헨티나가 농업국가에서 공업화로 가는 데 이바지 했다고 한다. 페론 집권 기간은 아르헨티나 역사상 처음 있는 부의 재분배 현상으로 개발도상국으로써는 이례적인 60%에 가까운 두터운 중산층을 형성했던 시기였다.

### 부정적인 평가
대한민국의 언론에서 아르헨티나의 사례는 복지라는 이름으로 벌이는 무분별한 정부의 확대가 멀쩡한 나라를 어떻게 파산시키는지를 잘 보여주는 사례로 자주 인용된다.
페론주의의 나쁜 유산은 경제나 사회복지라기보다 정치 분야에 있다. 페론은 정당이나 제도의 매개를 불신했고, 항상 자신이 직접 대중에게 호소하는 ‘매개 부재의 정치’를 선호했다.
페론은 자신의 권력기반을 강화하기 위해 군부와 노동자의 대결을 부추김으로써 사회적 위화감까지 조성했다. 이것은 사회의 균형감각을 잃게 하였고, 각종 정책들이 극단을 왔다갔다하도록 만들었다. 그 결과 아르헨티나 경제는 성장기반을 잃지 않을 수 없었다. 페론주의는 이념이라기보다는 정치권력의 강화를 위한 수단이었을 뿐이며, 그 자신이 군사쿠테타로 집권했기 때문에 군부세력을 가장 두려워하지 않을 수 없었으며, 노동자의 지지를 이끌어내서 잠재적 경쟁자인 군부세력을 견제하고자 했었을 뿐이라는 것이다. 페론주의는 아르헨티나 경제의 미래에 대한 올바른 비전을 갖추지 못했었고, 경제정책적 실천수단에 대한 고려도 부족했었다.

### 부정적인 평가에 대한 반론
아르헨티나의 경제 위기와 1940년대 중반의 페론주의를 직접 연결 짓는 것은 문제가 많다는 주장도 있다.

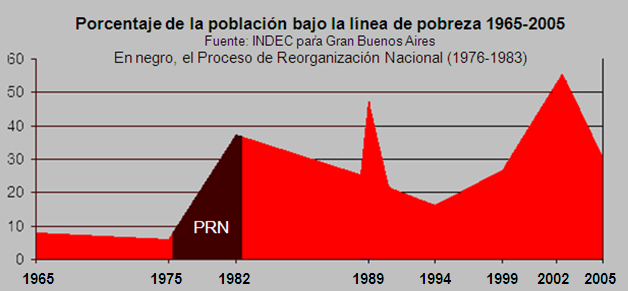
군사정부(PRN) 통치 기간 동안 아르헨티나의 빈곤율(Porcentaje de la población)이 폭증했다. 아르헨티나 국립통계센서스연구소(Indec)

1976년 쿠데타로 정권을 잡은 군부가 의도적으로 페론의 업적을 폄훼했다는 것이다. 아르헨티나 경제 파탄의 실질적 책임은 1940년대 집권한 후안 페론의 포퓰리즘에 있지 않고, 페론주의를 정면으로 부정하며 1976년 쿠데타로 집권한 아르헨티나 군사정부(일명 국가재편성과정)와 군사정부가 도입한 신자유주의에 있다. 아르헨티나 군사정권은 무분별하게 외자 유치를 했고, 자신들의 집권에 협력한 다국적기업을 불러들였으나 80년대 초 해외자본과 기업들이 썰물처럼 빠져나가 버리자 천문학적인 외채와 살인적인 인플레이션로 인한 경제파탄이라는 비참한 결과를 가져왔다는 것이다. 아르헨티나의 외채는 1976년 78억 달러였으나, 1983년 450억 달러로 증가했다. 아르헨티나 군사정권은 저임금 정책을 실행했으며, 중산층이 붕괴하고 국민의 생활 수준이 급격히 하락했다. 아르헨티나의 빈곤율은 군사정권 초기 5%에서 군사정권 말기 40%로 급증했다.
이성형 서울대 평생교육원 라틴아메리카연구소 HK교수는 `대홍수’(2009)에서 아르헨티나 사태는 길게는 1976년 군정시절부터 시작된 무모했던 개방정책과 신자유주의 개혁이 남긴 종착역이라고 평가했다. 이성형 교수는 민영화, 규제완화, 무역개방 속에 “국민경제가 금융 투기자본의 천국으로 바뀌면서 생긴 이 기막힌 사태를 보면서 50년 전의 페론주의나 에비타의 망령을 떠올리는 건 한국 언론들의 낡은 가락”이다라고 말했다.

## 기타
- 서울대학교 평생교육원 라틴아메리카연구소 HK교수 이성형은, 세종연구소 초빙연구원 시절에 '아르헨티나 사태와 우리 신문의 자폐증'라는 글을 통해 우리 언론이 페론주의를 대하는 태도를 비판했다. 한국 언론은 1990년대 카를로스 메넴 대통령이 경제적인 면에서 페론주의를 청산하고 신자유주의 정책을 추진한 것에 대해 칭찬했으며, 1997년 12월 아르헨티나의 신자유주의 정책을 대한민국의 IMF 사태 극복 모델로 제시했다. 하지만 2001년 아르헨티나 경제위기 이후, 한국 언론은 돌연 아르헨티나 경제 파탄의 원인으로 페론주의와 포퓰리즘을 지목하기 시작했다. 이성형 교수는 외국 언론과 잡지가 아르헨티나 경제 파탄의 원인으로 신자유주의 정책에 따라 추진한 태환법이라는 통화정책의 폐해를 짚어주고 있을 때, 우리 언론은 이를 무시하고 페론주의를 문제시한다면서 한국 언론을 비판했다.[18]
- 페론주의에 대한 아르헨티나 국민의 평가가 극단적으로 양분돼 있다고 한다. 다수 국민, 특히 빈곤 계층은 페론 시대에 대한 향수를 지우지 못한다. 반면에 식자층을 중심으로 그에 대해 비판적인 사람들은 에비타와 페론, 그리고 그들이 남긴 페론주의에 대한 저주를 서슴지 않으며 아르헨티나를 망친 주범이라고 단정한다고 한다.[19]
- 아르헨티나가 포퓰리즘을 행하게 된 저변에는 극심한 부의 왜곡이 있었기 때문이라고 한다. 빈부격차의 확대는 국민적 합의도출은 불가능하게 만들었고, 이는 극단적 집단이기주의와 도덕적 해이로 이어졌다.[20]

## 같이 보기
- 세속 종교

## 참고 문헌
1. 1 2  南美 '포퓰리즘 유령' 배회…좌파로 물들어[깨진 링크(과거 내용 찾기)] 2006.7.10 한국경제
2. ↑  National Geographic Magazine. December, 1994.
3. 1 2 3 4  Crawley, Eduardo. A House Divided: Argentina, 1880-1980. St. Martin's Press, 1985
4. 1 2  Historical Dictionary of Argentina. London: Scarecrow Press, 1978.
5. ↑  “Página12”. 2012년 2월 11일에 원본 문서에서 보존된 문서. 2011년 1월 30일에 확인함.
6. ↑  The Statistical Abstract of Latin America. University of California, Los Angeles.
7. ↑  St. James Encyclopedia of Labor History Worldwide.
8. ↑  Lewis, Paul. The Crisis of Argentine Capitalism. University of North Carolina Press, 1990.
9. ↑  브리태니커 백과, 로페스 레가 발췌 부분
10. 1 2  페론주의의 교훈 By 최용식 2002/05/08. 대자보 (원출처 : 21세기경제학연구소)
11. ↑  아르헨티나 페론이즘의 실체와 포퓰리즘 2004-07-02. 프레시안
12. ↑  [계산논단 아르헨티나, 영국, 대한민국] 2011.1.24 매일신문
13. ↑  이성형, 아르헨티나 사태와 우리 언론의 자폐증, 2001년
14. ↑  "아르헨 망친 건 페론 아닌 군부와 신자유주의"2006-03-27 프레시안
15. 1 2  아르헨티나, 에비타 그리고 포퓰리즘 광주드림 2009년 11월 9일자 기사
16. ↑  [https://web.archive.org/web/20080429135700/http://perio.unlp.edu.ar/question/numeros_anteriores/numero_anterior10/nivel2/articulos/ensayos/mason_1_ensayos_10.htm
17. ↑  “Sentencia dictada por el Juez Jorge Ballesteros en el juicio penal Olmos, Alejandro c/ Martinez de Hoz y otros s/ Defraudación, del 13 de junio de 2000 (Exte. 14467)”. 2013년 9월 27일에 원본 문서에서 보존된 문서. 2011년 1월 24일에 확인함.
18. ↑  이성형, 아르헨티나 사태와 우리 언론의 자폐증, 2001년
19. ↑  서병훈/‘포퓰리즘’을 경계한다  2000.12.12 동아일보
20. ↑  인기 연연하다 더 큰 禍 불렀다 2001.1.2 한국일보